# Torre de Escaletes
La torre de Escaletes (en valenciano: torre d'Escaletes o torre del Pep) es una torre de vigilancia costera ubicada en la sierra del cabo de Santa Pola (Alicante, España), cerca de la costa mediterránea. Situada en la sierra, su construcción data del siglo XVI, concretamente en 1552, si bien parece ser que fue levantada sobre otra torre de origen andalusí. Levantada con muros de mampostería, su altura es de ocho metros y cuenta con ménsulas de piedra en su parte superior. Ha sido declarada Bien de Interés Cultural por el Consell de la Generalitat Valenciana.
Se construyó durante el reinado de Felipe II y pertenece a un grupo de 4 torres vigía con la misma función las cuales reciben el nombre de: Torre del Tamarit en las Salinas, Escaletes en la Sierra y Atalayola. En concreto, la Torre de Escaletes tenía la función concreta de divisar las embarcaciones enemigas que se ocultaban en la Isla de Tabarca y de avisar de su presencia.